# 스페인어권
스페인어 사용자(스페인어: hispanohablantes, hispanoparlantes or hispanofonía)는 세계적으로 스페인어를 구사하는 사람들을 가리킨다. 그 단어는 라틴어의 정치적 용어로 이베리아반도를 가리키던 단어에서 유래하였으며 원래의 히스파니아(Hispania)는 현재의 스페인과 포르투갈을 가리킨다. 이들이 사는 지역이나 국가를 가리키는 말로 스페인어권(스페인어: Hispanosphere)이라는 표현이 사용된다.
스페인어 사용자는 대략 4억 5천만 명에서 5억 명 정도의 사람들이 전 세계적으로 사용하며 모국어의 경우이다. 대략 3억 6천 만 명 정도가 히스파닉 아메리카에서 살며 4천만 정도가 스페인에 거주한다. 미국에도 스페인어 사용자가 늘어나면서 3,400만 정도가 거주하고 있다. 캐나다와 북부 모로코, 적도기니, 서사하라에도 스페인어 사용자가 소수 존재하며 필리핀과 브라질, 서유럽과 오스트레일리아에서도 스페인어 사용자가 적지 않게 분포한다.
언어적 의미로만 봤을 때에도 히스파노폰의 개념은 개념 자체를 벗어나 더 포괄적인 맥락을 지닌다. 히스파닉계 주민들의 문화는 스페인 제국의 유산이므로 많은 사람들은 스페인과 연관된 문화적 연관성을 가지고 있고 지리적 차이나 인종의 차이가 있음에도 이러한 현상이 나타난다. 문화적으로는 모든 스페인어 사용자들(Hispanophone)을 히스파닉(Hispanidad)이라고 총칭하기도 한다.

## 스페인어 사용 반경
1492년에서 1898년까지 스페인의 식민지 기간 동안 아메리카 대륙의 대다수가 스페인령 혹은 스페인에서 넘어온 사람들의 영향을 많이 받았다. 스페인 사람들은 언어와 문화를 가져왔고 정착하면서 고유의 문화를 뿌리내려 스페인 제국으로서 세계 도처에 퍼진 그들의 문화 유산을 퍼트렸다. 이에 따라 여러 복합적인 혼혈계통의 사람들이 생겨나게 되었고 이러한 영향은 여러 대륙과 국가에서 나타난다.

### 스페인어 사용 국가
| 순위 | 국가            | 인구        | 출처                                                                 | 제2외국어 포함 | 영역 (km) | 영역 (mi) |
| 1    | 멕시코          | 112,336,538 | CONAPO 2010                                                          | 110,651,490    | 1,970,552 | 761,606   |
| 2    | 스페인          | 47,150,819  | Official INE estimate 1/1/2011                                       | 46,585,009     | 504,030   | 195,364   |
| 3    | 콜롬비아        | 46,000,000  | Official Colombian Population clock                                  | 45,632,000     | 1,141,748 | 440,831   |
| 4    | 아르헨티나      | 40,900,496  | Official INDEC estimate                                              | 40,655,093     | 2,766,880 | 1,068,302 |
| 5    | 미국            | 35,468,501  | U.S. Census Bureau                                                   | 50,000,000     |           |           |
| 6    | 페루            | 29,797,694  | Official INEI estimate 보관됨 2008-02-08 - 웨이백 머신               | 25,804,803     | 1,285,216 | 496,225   |
| 7    | 베네수엘라      | 29,210,000  | Official Venezuelan Population clock 보관됨 2019-09-12 - 웨이백 머신 | 28,859,480     | 916,445   | 353,841   |
| 8    | 칠레            | 17,248,450  | Official INE projection                                              | 17,127,711     | 756,950   | 292,183   |
| 9    | 에콰도르        | 14,170,000  | Official Ecuador Population clock                                    | 13,851,720     | 283,561   | 109,415   |
| 10   | 과테말라        | 11,204,000  | UN 2009 추정치                                                       |                |           |           |
| 11   | 쿠바            | 11,268,000  | UN 2009 추정치                                                       |                |           |           |
| 12   | 볼리비아        | 10,426,154  | Official INE 추정치(2010)                                            |                |           |           |
| 13   | 도미니카 공화국 | 10,090,000  | UN 2009 추정치                                                       |                |           |           |
| 14   | 온두라스        | 7,876,197   | Official INE 추정치(2010) 보관됨 2013-01-17 - 웨이백 머신            |                |           |           |
| 15   | 엘살바도르      | 6,857,000   | UN 추정치                                                            |                |           |           |
| 16   | 파라과이        | 6,127,000   | UN 추정치                                                            |                |           |           |
| 17   | 니카라과        | 5,603,000   | UN 추정치                                                            |                |           |           |
| 18   | 코스타리카      | 4,468,000   | UN 추정치                                                            |                |           |           |
| 19   | 푸에르토리코    | 3,991,000   | UN 추정치                                                            |                |           |           |
| 20   | 파나마          | 3,343,000   | UN 추정치                                                            |                |           |           |
| 21   | 우루과이        | 3,340,000   | UN 추정치                                                            |                |           |           |
| 22   | 필리핀          | 3,016,773   | UN 추정치                                                            |                |           |           |
| 23   | 적도 기니       | 507,000     | UN 추정치                                                            |                |           |           |

- 제2외국어 혹은 주요 언어로서의 스페인어 사용자  브라질 12,445,005.

### 유럽

#### 스페인
| 갈리시아어 아스투리아어 스페인어 아라곤어 카탈루니아어 아란어 바스크어 |

스페인의 언어

고대 히스파니아 지역에서 사는 현대의 많은 주민들은 포르투갈인, 스페인인, 안도라, 지브롤터 주민들이다. 스페인의 역사를 거쳐 현대 스페인은 여러 독립 왕국이 흥망을 거듭하였으며 여러 외부 세력이 침투하기도 하고 이슬람 세력이 들어오는 등 그 문화적 다양성도 컸다. 이에 따라 각 지방에서 번성하던 세력들은 각기 고유의 지방주의적 성격을 가지며 지방색을 뚜렷히 나타내었고 정치적인 견해의 차이도 경계를 이루게 되었다.
오늘날 전 국토에 걸쳐 카스티야계 스페인인이라는 정체성이 부여되는 것은 아니다. 많은 스페인 사람들은 각 지방의 거주민임과 동시에 스페인 사람이라고 스스로를 규정하는 데 거부감을 느끼지는 않는다. 문화적으로 다변한 바탕에 기초한 나라로서 스페인은 여러 하문화가 존재하며 여러 고유의 관습과 전통이 혼재한다. 그러한 예 중의 하나가 다양한 언어이다. 스페인의 민주화가 이뤄지고 프란시스코 프랑코의 독재가 끝나면서 각 지자체에서 혹은 특정 지역에서는 완전한 독립적 지위를 얻고자 하는 노력의 일환으로 각 고유 문화에 대한 재발굴이 이뤄지고 동기 부여를 얻었다.
스페인의 다양한 하위 문화는 각 지방에서 공존하고 있으며 독특한 성격을 가진다. 일부는 심지어 각 언어를 사용하기에 모든 방언은 로망스어에 연원을 두고 깊은 관계를 두고 있다. 바스크어는 예외이다.
여러 다양한 문화현상의 존재는 영국과 흡사한 면모를 지니게 했다. 스페인인의 후손에 대해 사용하는 용어는 영국인들에게 어떤 지역 출신인지를 규정하는 것과 비슷하게 된 것이다. 영국인들도 잉글랜드 사람, 아일랜드 사람, 스코틀랜드 사람, 웨일스 사람으로 속으로는 조금 더 달리 자신의 출신지를 자신의 국적처럼 표현하기도 하듯이 스페인 사람도 카스티야 사람, 카탈루냐 사람, 갈리시아 사람, 바스크 사람 등등으로 달리 표현하게 되는 것이다. 다만 스페인과 달리 영국은 오랜 상호 결속의 점진적 발전과 통용으로 이러한 관념이 묽어진 것이 사실이다.
스페인에서는 영국에서처럼 경제적으로 걸출한 영향력을 행사하는 지역이 해당 언어를 상호 교류를 위해 전방위로 보급한 경우에 해당한다. 그러나 영국에서는 여전히 엘리자베스 2세 여왕을 잉글랜드의 군주로 표현하는 것처럼 정치적 우월성을 지역과 연계해서 표현하는 반면 스페인에서는 국왕을 카스티야의 군주라고 부르는 일은 절대 일어나지 않는다.

### 아프리카

#### 적도기니
옛 스페인 식민지로서 대다수의 국민이 스페인어를 사용하며 스페인과 다른 유럽인 계통의 후손들도 있다. 이런 경우는 인구의 1% 미만이다.

#### 모로코
과거 스페인 보호국이었던 탓에 스페인 사용자들이 소수 남아 있다. 북부 해안가에 특별히 많다. 그러나 대다수의 모로코인들은 베르베르족으로 아프리카계통이며 무슬림이다.

#### 플라사스 데 소베라니아
레콘키스타 이후로 스페인 사람들은 북아프리카에 상당히 많은 영향력을 행사하게 되었다. 대부분은 즉시 사라지거나 시간이 지나가면서 퇴색했지만 대략 143,000명 정도가 세우타와 멜리야에 남아 있으며 이를 구성하는 플라사스 데 소베라니아가 스페인령으로 남아 있다. 플라사스 데 소베라니아 메노레스를 구성하는 페뇬 데 알우세마스와 페뇬 데 벨레스 데 라 고메라 또한 마찬가지의 경우이다.

#### 서사하라
과거 서사하라는 스페인의 식민지였으며 일부 사용자가 있다. 사실상 공용어로도 쓰인다. 그러나 대부분의 사람들은 모국어로 아랍어를 사용하며 아랍 문화권에 해당한다.

### 아태지역

#### 필리핀
과거 스페인 식민지였던 필리핀은 라틴 아메리카 계통이나 스페인계열 주민 혹은 혼혈인이 있다. 인구 규모는 스페인과 라틴 아메리카, 미국으로의 이민 그리고 대다수의 스페인 계 혈통 주민들이 거주하던 안트라무로스 지역의 폭격으로 파악이 거의 어렵다. 많은 사람들이 페르디난드 마르코스 당시 필리핀으로 건너온 사람들이었다. 20세기 스페인의 국운이 기울면서 21세기 첫 10년동안 스페인어에 대한 관심이 조금 더 올라왔다. 스페인어 교육 기관들도 교육 체계에서 다시금 도입되었고 라디오 프로그램도 라디오 마닐라 방송국에서 "Filipinas Ahora Mismo" 나 "Filipinas Ora Mismo"라는 제목으로 방송되고 있다.

#### 괌과 마리아나 제도
괌과 마리아나 제도는 스페인계통의 조상이 있는 사람들이 소수 있다. 그러나 미국식 생활 방식에 동화되어 거의 스페인어가 사용되지 않는다. 대다수가 영어를 사용하고 스페인어를 사용하지 않으며 피에스타와 같이 스페인어 문화권에서 나타나는 문화적 현상에는 연관되어 있는 정도이다. 또한 스페인 본토에서 유래한 성씨가 괌에서는 많이 나타나며 어머니의 이름을 중간에 쓰는 것도 스페인 문화의 특징으로 현재 주민들에게 사용되는 경우가 널리 행해진다.

## 같이 보기
- 히스패닉
- 언어지리학